# Calamoecia zeidleri
Calamoecia zeidleri is een eenoogkreeftjessoort uit de familie van de Centropagidae. De wetenschappelijke naam van de soort is voor het eerst geldig gepubliceerd in 1984 door Bayly.